# Mairos
Mairos ist eine Gemeinde (Freguesia) im portugiesischen Kreis Chaves. In ihr leben 271 Einwohner (Stand 19. April 2021).